# Théorie de l'attachement

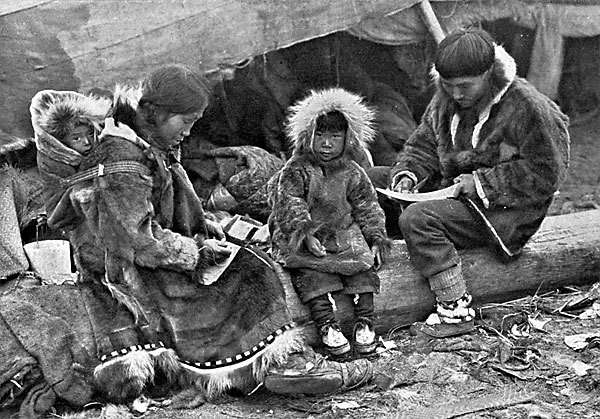
Pour les nourrissons et les jeunes enfants, le comportement d'attachement permet de maintenir la proximité avec les figures d'attachement, habituellement les parents. Photo d'une famille inuit prise en 1917.

La théorie de l'attachement est un champ de la psychologie qui traite d'un aspect spécifique des relations entre êtres humains. Son principe de base est qu'un jeune enfant a besoin, pour connaître un développement social et émotionnel (en) normal, de développer une relation d'attachement avec au moins une personne qui prend soin de lui de façon cohérente et continue (« caregiver »). C'est dans ce sens qu'on peut dire que l'attachement est primordial pour l'évolution psychologique de l'enfant. Cette théorie a été formalisée par le psychiatre et psychanalyste John Bowlby, après les travaux de Winnicott, Lorenz et Harlow.

## Introduction

### La théorie de l'attachement: chez le jeune enfant
Au sens de la théorie de l'attachement, le comportement infantile associé à l'attachement est essentiellement la recherche de proximité avec une figure d'attachement lors de la survenue de situations de stress. Les enfants en bas âge s'attachent aux adultes qui se montrent sensibles et attentionnés aux interactions sociales avec eux, et qui gardent leur statut de caregiver d'une façon stable au moins plusieurs mois durant la période qui va de l'âge de six mois environ jusqu'à deux ans. Vers la fin de cette période, les enfants commencent à utiliser les figures d'attachement (c'est-à-dire l'entourage familier) comme base de sécurité à partir de laquelle ils vont explorer le monde, et vers qui ils savent qu'ils peuvent retourner. Les réponses de l'entourage au comportement de l'enfant guident le développement de schèmes d'attachement (des modèles opérationnels de l'environnement et de l'organisme construits et élaborés par l'enfant) ; ceux-ci seront à leur tour la base de la mise en place des modèles internes opérants qui régiront les sentiments, pensées et attentes des individus par rapport à leurs relations, et ce dès l'enfance,. L'anxiété de séparation ou la douleur qui suivent la perte d'une figure d'attachement est considérée, de la part d'un jeune enfant, comme une réponse normale et adaptative. D'un point de vue évolutionniste, cet ensemble de comportements est peut-être apparu du fait qu'il accroît la probabilité de survie d'un enfant.

### Les apports de Mary Ainsworth
Les recherches de la psychologue du développement Mary Ainsworth au cours des années 1960 et 1970 ont donné un socle aux concepts de base, en introduisant la notion de base de sécurité et en développant la théorie de l'existence de schèmes d'attachement dans la petite enfance : attachement sécurisé (en), attachement anxieux et attachement évitant ; un quatrième schème, l'attachement désorganisé, a été identifié plus tard. Au cours des années 1980, la théorie est étendue aux relations d'attachement entre adultes. D'autres types d'interactions peuvent être interprétées comme des situations particulières du comportement d'attachement : ceci inclut les relations entre pairs quel que soit l'âge, l'attraction sentimentale et sexuelle et les relations de soins envers les jeunes enfants ou les personnes malades ou âgées.

### John Bowlby
Afin de formuler une théorie complète de la nature des premiers attachements, Bowlby a exploré un large ensemble de domaines incluant la théorie de l'évolution, les théories de la relation d'objet (un des principaux concepts de la psychanalyse), l'analyse systémique, l'éthologie et la psychologie cognitive. À la suite des articles préliminaires de 1958, Bowlby a exposé la théorie de l'attachement dans l'ouvrage en trois volumes Attachement et perte (1969-82 pour l'édition originale, 1978-84 pour l'édition française). Dans les premières années de diffusion de la théorie, Bowlby a été critiqué par les psychologues universitaires, et la communauté psychanalytique l'a marginalisé pour s'être écarté des principes de la psychanalyse ; la théorie de l'attachement est cependant devenue depuis « l'approche dominante pour la compréhension du développement social précoce, et a été à l'origine d'une importante vague de recherches expérimentales dans la mise en place des relations des enfants avec leurs proches ». Les critiques ultérieures de la théorie de l'attachement se rapportent à la complexité des relations sociales et aux limites d'une classification discrète des schèmes comportementaux. La théorie de l'attachement a été significativement modifiée à la suite de ces recherches expérimentales, mais les concepts sont désormais largement acceptés au début du XXIe siècle.

## Attachement

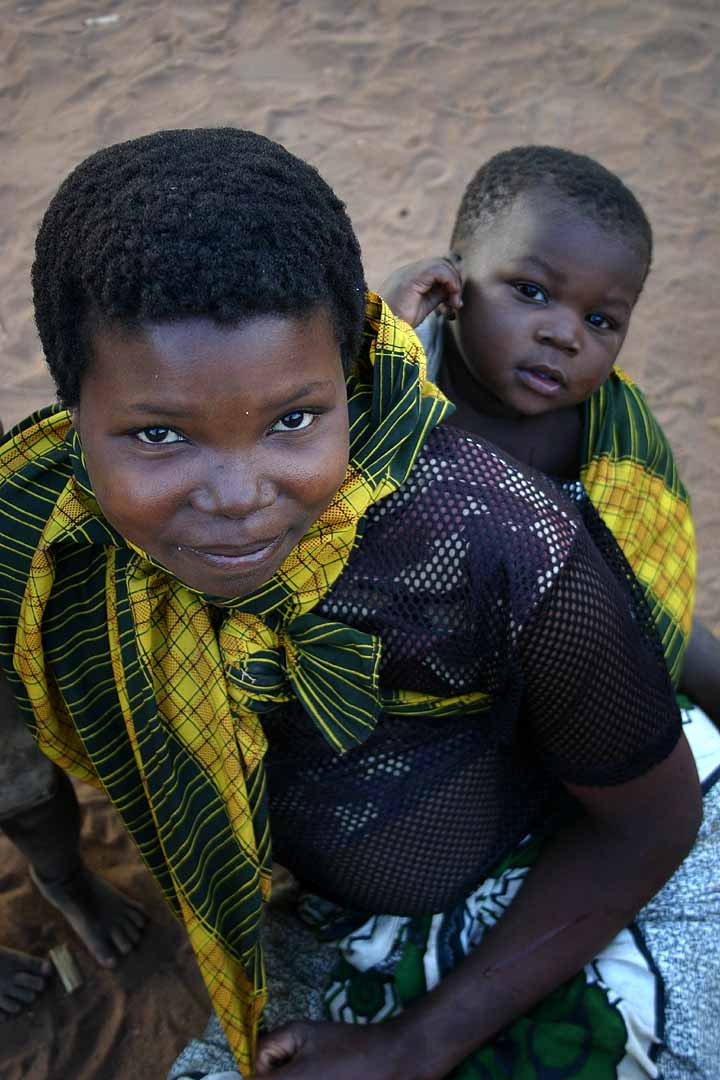
Bien que la figure d'attachement primaire soit habituellement la mère, les bébés forment des liens d'attachement avec toute personne qui prend soin d'eux et répond à leur besoin d'interactions sociales. Photo prise à Nampula au Mozambique en septembre 2005.

Au sens de la théorie de l'attachement, l'attachement est un lien affectif entre un individu et une figure d'attachement (en général un caregiver, une personne qui prend soin). Un tel lien peut être réciproque entre deux adultes, ou s'établir entre un enfant et la personne qui en prend soin ; dans ce dernier cas, le lien est basé sur les besoins de l'enfant en matière de sécurité, de protection et de soins, en particulier dans la petite enfance et l'enfance. La théorie propose que les enfants s'attachent instinctivement aux caregivers, favorisant ainsi leur survie ; ainsi, le résultat biologique est un accroissement des probabilités de survie de l'enfant, et le résultat psychologique, un sentiment de sécurité. La théorie de l'attachement n'est pas une description exhaustive des relations humaines, elle n'est pas non plus synonyme d'amour et d'affection, bien que ces sentiments peuvent indiquer l'existence de liens entre deux personnes. Dans les relations d'enfant à adulte, le lien de l'enfant est appelé « l'attachement » et l'équivalent réciproque du caregiver est appelé le « caregiving » (terme repris de l'anglais qui signifie « prendre soin », dans le cadre de la théorie de façon cohérente et continue).
Les jeunes enfants forment des attachements avec toute personne prenant soin d'eux de façon cohérente et répondant à leur demande d'interactions sociales. La qualité de cet engagement relationnel est plus importante que la quantité de temps passé. La mère biologique est habituellement la principale figure d'attachement, mais ce rôle peut être tenu par toute personne qui adopte un comportement « maternel » cohérent et constant sur une certaine période de temps. Dans la théorie de l'attachement, cela se traduit par un ensemble de comportements qui associent l'engagement dans une interaction sociale vivante avec l'enfant et une réponse volontaire à ses signaux et approches. Rien dans la théorie ne suggère que les pères ou de tierces personnes ne sont pas également susceptibles de devenir la principale figure d'attachement s'ils procurent la plus grande partie des soins et des interactions sociales de l'enfant.
Certains jeunes enfants dirigent le comportement d'attachement (la recherche de proximité) envers plus d'une figure d'attachement aussitôt qu'ils commencent à discriminer les différentes personnes qui prennent soin de lui ; la plupart cependant en deviennent capable au cours de leur deuxième année. Ces figures d'attachement sont hiérarchisées, avec la figure d'attachement principale en haut de la hiérarchie. L'effet du système comportemental d'attachement est de maintenir un lien avec une figure d'attachement disponible.
« Alarme » est le terme désignant l'activation du système comportemental d'attachement causé par la peur ou le danger, alors que l'« anxiété » est l'anticipation de la peur ou de la séparation d'avec la figure d'attachement ; si la figure d'attachement est indisponible ou ne répond plus, une détresse apparaît chez l'enfant. Chez les jeunes enfants, la séparation physique peut ainsi provoquer anxiété et colère, puis détresse et désespoir. Vers l'âge de trois ou quatre ans, la séparation physique n'est plus vécue comme une menace pour le lien de l'enfant avec la figure d'attachement. Les menaces pour la sécurité affective de l'enfant plus âgé et de l'adulte surviennent en cas d'absence prolongée, de rupture de communication, d'indisponibilité émotionnelle, ou de signe de rejet ou d'abandon.

### Comportements

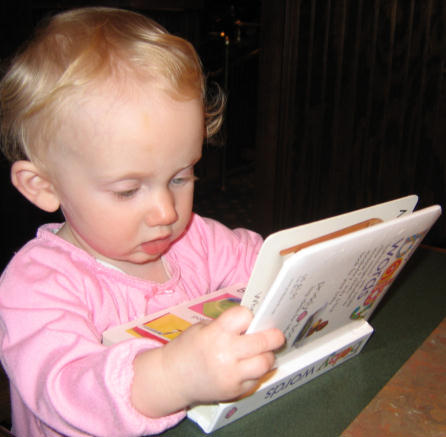
Des schèmes d'attachement insécurisés peuvent compromettre l'exploration de l'environnement et la mise en place de la confiance en soi. Un bébé sécurisé dans ses schèmes d'attachement est libre de se concentrer sur son environnement.

Le système comportemental d'attachement permet le maintien ou la mise en place d'une proximité étroite avec la figure d'attachement. Les comportements de pré-attachement surviennent dans les six premiers mois de vie. Durant la première phase (les huit premières semaines), les jeunes enfants sourient, babillent et pleurent pour attirer l'attention des caregivers. Bien qu'ils apprennent à cet âge à distinguer les différentes personnes qui prennent soin d'eux, leurs comportements sont dirigés envers toute personne de l'entourage.
Pendant la seconde phase (de deux à six mois), le jeune enfant distingue de mieux en mieux les adultes familiers des non familiers, devenant plus particulièrement attentifs à ceux qui prennent soin d'eux ; l'orientation visuelle et l'agrippement aux personnes sont ainsi ajoutés au rang des comportements.
Des attachements plus actifs se développent lors de la troisième phase, de six mois à deux ans environ ; le comportement de l'enfant envers les personnes qui prennent soin de lui commence à s'organiser en fonction d'objectifs basés sur les conditions qui le font se sentir sécure (c'est-à-dire en sécurité). Vers la fin de la première année, l'enfant est capable d'exprimer une gamme de comportements d'attachement destinés à maintenir la proximité. Ceci se manifeste par des protestations lors du départ du caregiver, par des signes de joie lors de son retour, des comportements de cramponnement lorsqu'il a froid, et de suivi dès qu'il en est capable. Avec le développement de la locomotion, l'enfant commence à utiliser le ou les caregivers comme base de sécurité à partir de laquelle il peut explorer son environnement. L'exploration par l'enfant est facilitée par la présence du caregiver car son système d'attachement ne lui procure alors aucun stress et il est donc libre d'explorer. Si le caregiver est inaccessible ou ne répond pas, le comportement d'attachement est plus fortement exprimé. Anxiété, peur, maladie et fatigue causeront également un renforcement des comportements d'attachement.
Après la seconde année, alors que l'enfant commence à percevoir le caregiver comme une personne indépendante, un partenariat plus complexe et basé sur des objectifs différents se met en place ; l'enfant commence à prendre en compte les objectifs et les sentiments des autres, et à agir en fonction de cela. Par exemple, tandis que les bébés pleurent parce qu'ils ont mal, les enfants de deux ans pleurent pour faire venir leur caregiver, et si cela ne fonctionne pas, pleurent plus fort, crient ou le suivent.

### Principes
Les émotions et les comportements d'attachement humains courants s'inscrivent dans une perspective évolutive. L'évolution vers l'espèce humaine actuelle a inclus la sélection de comportements sociaux qui favorisent la survivance des individus et des groupes. Le comportement habituel d'attachement des jeunes enfants qui restent près des personnes qui leur sont familières a pu conférer des avantages en matière de sécurité au cours de l'évolution antérieure, et encore de nos jours. Être capable de percevoir la non-familiarité, l'isolement ou une approche rapide comme des situations potentiellement dangereuses est ainsi un avantage évolutif. Selon Bowlby, la recherche de la proximité de la figure d'attachement face à une menace est l'intérêt du système comportemental d'attachement du point de vue de l'évolution.
Le système d'attachement est très robuste, et les jeunes humains forment facilement des attachements, même dans des conditions non idéales. En dépit de cette robustesse, une séparation significative d'un caregiver familier, ou de fréquents changements de caregiver qui empêchent le développement de l'attachement, peuvent être la source de psychopathologies ultérieures. Les enfants n'ont, dans leurs premiers mois, pas de préférence pour leurs parents biologiques par rapport aux inconnus. Des préférences pour certaines personnes, ainsi que des comportements qui sollicitent leur attention et leurs soins, se développent sur une longue durée. Lorsqu'un jeune enfant est bouleversé par la séparation d'avec son caregiver, ceci indique que le lien ne dépend plus de la présence du caregiver, mais est de nature pérenne. Ce n'est qu'à un âge plus avancé (au moins trois ou quatre ans) que l'enfant pourra supporter une séparation sans éprouver de détresse.

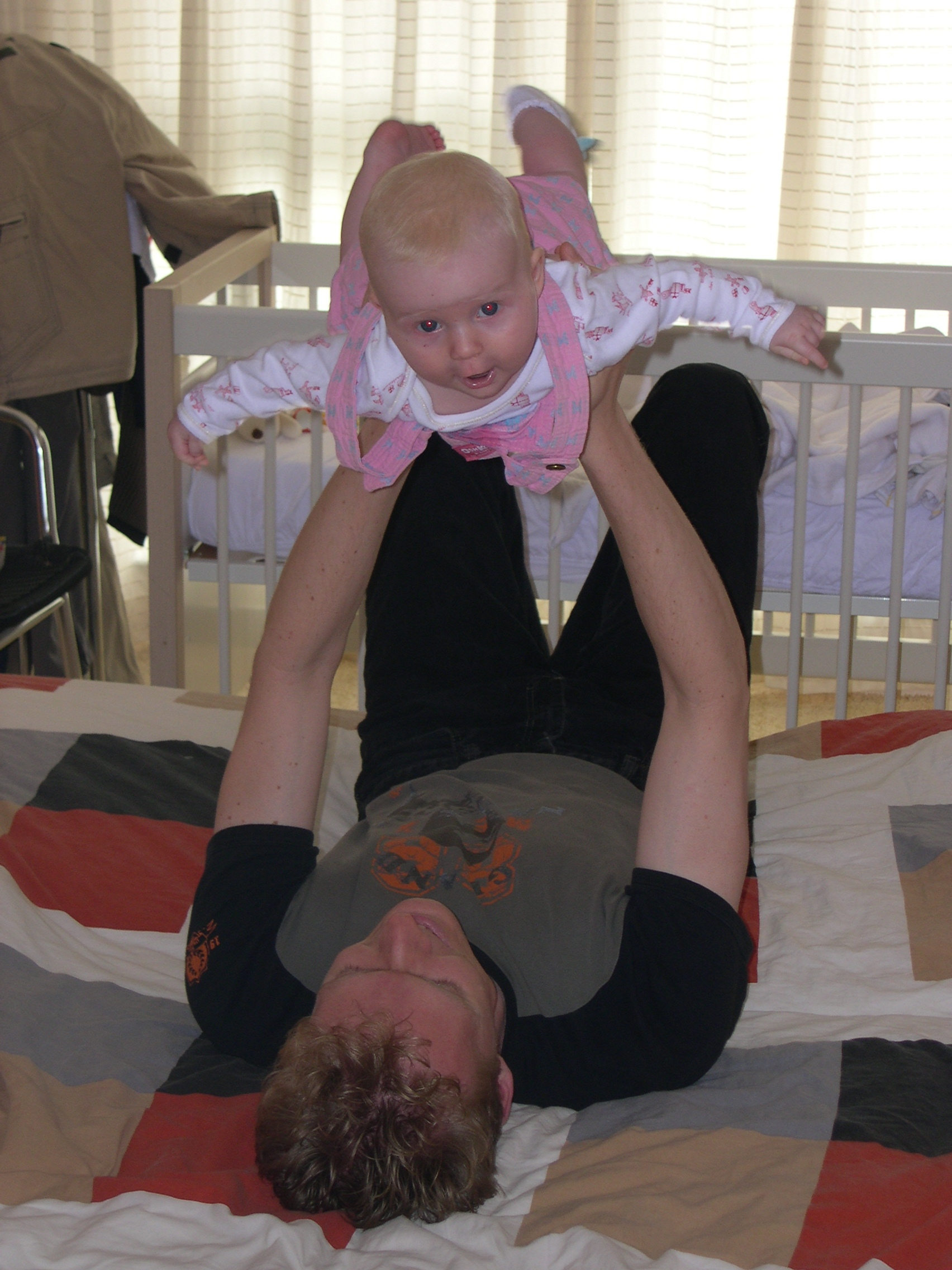
Les expériences précoces avec les caregivers font se développer progressivement un système de pensées, de souvenirs, de croyances, d'attentes, d'émotions et de comportements à propos de soi et des autres.

Le premier modèle de la période critique qui se déroule entre six mois et deux à trois ans formulé par Bowlby a évolué vers une approche moins rigide. Il existe une période sensible au cours de laquelle il est hautement désirable que des attachements privilégiés se développent, mais cette période est plus large et les effets moins intangibles et irréversibles que ce qui avait été avancé initialement.
Au cours de leurs recherches suivantes, les auteurs discutant de la théorie de l'attachement en sont venus à estimer que le développement social est également affecté par les relations plus tardives, en plus des relations précoces. Les premières étapes de l'attachement se mettent en place plus facilement si l'enfant a un caregiver, ou reçoit des soins occasionnels d'un petit nombre d'autres personnes. Selon Bowlby, la plupart des enfants possèdent presque dès le départ[pas clair] plus d'une figure vers laquelle ils dirigent leur comportement d'attachement. Ces figures ne sont pas toutes traitées de la même façon ; un enfant donné exprime une forte tendance à diriger son comportement d'attachement principalement vers une personne en particulier. Bowlby a utilisé le terme « monotropie » pour décrire cette tendance. Les chercheurs et les théoriciens ont abandonné ce concept dans la mesure où il pourrait être pris dans le sens où la relation avec la principale figure d'attachement diffère qualitativement de celle avec les autres figures. L'état de la réflexion, en 2010, avance plutôt l'idée d'une hiérarchie de relations.
Les expériences précoces avec les caregivers permettent le développement progressif d'un système de pensées, de souvenirs, de croyances, d'attentes, d'émotions et de comportements à propos du moi et des autres, en particulier de formes types (schèmes) de relation. Ce système, appelé le « modèle opérant interne des relations sociales », continue à se développer avec le temps et l'expérience. Les modèles opérants internes régulent, interprètent et prédisent le comportement lié à l'attachement chez le moi et chez les figures d'attachement. Au fur et à mesure qu'ils se développent parallèlement aux changements environnementaux et développementaux, ils incorporent la capacité à réfléchir et communiquer au sujet des relations d'attachement passées et futures. Ils permettent à l'enfant de maîtriser de nouveaux types d'interactions sociales ; par exemple, quand un bébé est traité différemment d'un autre enfant ou que les interactions avec les professeurs et les parents partagent certaines caractéristiques. Ces modèles opérants internes continuent à se développer à l'âge adulte, aidant à faire face aux relations amicales, de couple et parentales, toutes développant différents comportements et sentiments.
Le développement de l'attachement est ainsi un processus transactionnel : les comportements spécifiques d'attachement prennent leur source dans des comportements de la petite enfance prédictibles et apparemment innés ; ils se modifient avec l'âge d'une façon qui est déterminée en partie par l'expérience et en partie par l'environnement au sein duquel ils prennent place. L'évolution des comportements d'attachement avec l'âge est façonnée par les différentes relations qu'expérimente l'individu. Le comportement d'un enfant lorsqu'il se retrouve avec un caregiver n'est pas seulement déterminé par la façon dont le caregiver a traité l'enfant dans le passé, mais aussi par l'histoire des influences que l'enfant a eu sur le caregiver.

### Attachement sexuel
Les différents styles d'attachement sont normalement associés à différents comportements et/ou aptitudes sexuels.
Les individus ayant un style d'attachement sécurisant (en) sont moins portés à avoir des relations sexuelles en-dehors d'une relation amoureuse stable et ont habituellement peu de partenaires sexuels. Ils sont donc rarement portés vers les relations sexuelles d'un soir, non-exclusif ou avec un inconnu. Par ailleurs, ceux ayant un style d'attachement non sécurisant sont davantage portés à vivre des insécurités sexuelles avec leur partenaire, une plus grande fréquence de relations sexuelles ainsi qu'un niveau inférieur de plaisirs provenant de ces relations.
Les femmes ayant un attachement anxieux auraient leur première relation sexuelle à un âge plus précoce, tandis que les hommes ayant un style d'attachement préoccupé auraient leur première relation à un âge plus avancé, en plus d'avoir moins de partenaires sexuels. Les individus avec un style d'attachement évitant auraient moins tendance à avoir des relations sexuelles comparées à ceux ayant un style sécurisant ou préoccupé. Toutefois, ceux ayant le style évitant et ayant eu des relations sexuelles auraient tendance à avoir des relations sexuelles impliquant peu d'engagement ou de proximité émotionnelle que ceux possédant un style sécurisant ou préoccupé. De plus, les jeunes qui ont eu leur première relation sexuelle avant 16 ans correspondent davantage au style évitant plutôt qu'aux autres.
Le style d'attachement développé lors de l'enfance aura ainsi un impact sur les pratiques sexuelles futures de l'adulte.

## Modifications de l'attachement durant l'enfance et l'adolescence
L'âge, la croissance des facultés cognitives et une expérience sociale continue font évoluer le modèle interne opérant en le transformant et en le complexifiant. Les comportements liés à l'attachement perdent certaines caractéristiques typiques des jeunes enfants et adoptent d'autres caractères propres à un âge plus élevé. Ainsi, les enfants de quatre ans ne sont plus stressés par la séparation s'ils ont déjà négocié avec leur caregiver des modalités partagées de séparation et de retrouvailles. Exemple de nouvelle compétence, la période préscolaire permet la mise en place de la négociation et du marchandage.

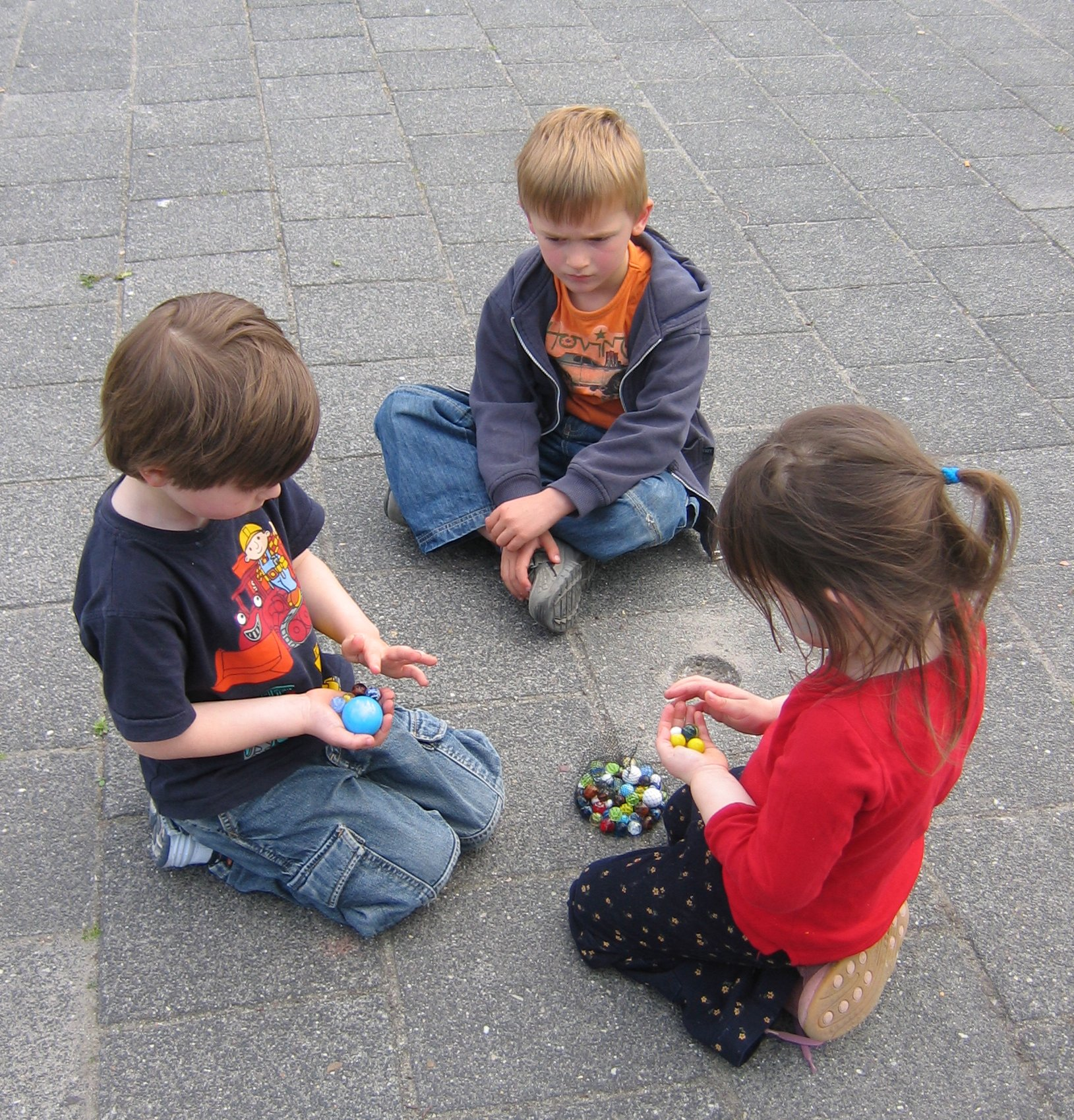
Les pairs prennent de l'importance au milieu de l'enfance (de 7 à 11 ans) et ont une influence distincte de celle des parents.

Idéalement, ces compétences sociales sont incorporées au sein du modèle interne opérant afin d'être utilisées auprès des autres enfants et plus tard auprès des pairs adultes. Au début de l'âge scolaire, vers six ans, la plupart des enfants adaptent les objectifs de la relation avec leurs parents, dans laquelle chaque partenaire va montrer sa volonté de compromis afin de maintenir une relation gratifiante. Vers le milieu de l'enfance, l'objectif du système comportemental d'attachement a évolué de la proximité à la figure d'attachement vers sa disponibilité. En général, un enfant tolère des séparations plus longues pourvu qu'un contact, ou si besoin la possibilité de se retrouver physiquement, soit disponible. Les comportements d'attachement tels que le cramponnement et le suivi de la figure d'attachement se font plus rares, et la confiance en soi augmente. À partir du milieu de l'enfance (de 7 à 11 ans) peut se produire un changement dans la corégulation mutuelle du contact avec la base de sécurité, dans lequel le caregiver et l'enfant négocient des méthodes qui permettent de maintenir la communication et la surveillance alors même que l'enfant devient plus indépendant.
Tôt dans l'enfance, les figures parentales restent le centre du monde social d'un enfant, même si une autre figure prend soin d'eux durant une période de temps conséquente. Ceci devient moins vrai plus tard, particulièrement à partir de l'entrée de l'enfant dans le cadre scolaire. Les modèles d'attachement des jeunes enfants sont normalement évalués en lien avec les figures parentales, qui peuvent être les parents ou d'autres caregivers. Il semble exister chez les jeunes enfants des limitations mentales qui restreignent leur capacité à intégrer les expériences relationnelles au sein d'un unique modèle général ; ce n'est en général qu'à l'adolescence que les enfants commencent à développer un tel modèle général unique des relations d'attachement, bien que cela puisse se produire dès le milieu de l'enfance.
Les relations entre pairs ont sur l'enfant une influence distincte de celle des relations parent-enfant, bien que celles-ci puissent influer sur la forme des relations entre pairs que les enfants développent. Si les pairs deviennent importants au milieu de l'enfance, il semble qu'ils ne prennent pas le rôle de figures d'attachement ; les enfants peuvent cependant diriger les comportements d'attachement vers leurs pairs si les figures parentales sont indisponibles. Les attachements aux pairs tendent à émerger à l'adolescence, les parents restant à cette période des figures d'attachement. Le rôle des figures parentales envers les adolescents est d'être disponibles si besoin est, tandis que l'adolescent fait des excursions dans le monde extérieur.

## Schèmes d'attachement
Une grande part de la théorie de l'attachement fut enrichie par la méthodologie innovante et les campagnes d'observation sur le terrain de Mary Ainsworth, particulièrement celles menées en Écosse et en Ouganda. Le travail d'Ainsworth élargit les concepts de la théorie et permit la vérification empirique de ses principes. Utilisant les premières formulations de Bowlby, elle mena une campagne d'observation sur les paires enfant-parent (ou dyades) durant la première année de vie, combinant des visites approfondies à domicile et l'observation des comportements dans certaines situations particulières. Cette première recherche fut publiée en 1967 dans le livre Infancy in Uganda.
Ainsworth identifia trois types d'attachements, ou schèmes, qu'un enfant peut adopter envers une figure d'attachement : sécure, anxieux-évitant (insécure), et anxieux-ambivalent ou résistant (insécure). Elle définit un protocole expérimental de laboratoire connu sous le nom de Situation Étrange qui permet d'évaluer les comportements de séparation et de retrouvailles. Il s'agit d'un outil de recherche standardisé utilisé pour mettre en évidence les schèmes d'attachement chez les nourrissons et les jeunes enfants. En provoquant un stress conçu pour activer le comportement d'attachement, le protocole montre de quelle façon les très jeunes enfants utilisent leurs caregiver comme source de sécurité. Le caregiver et l'enfant sont placés dans une salle de jeu inconnue tandis que le chercheur enregistre les comportements spécifiques qu'il observe à travers une glace sans tain. En huit étapes différents, l'enfant expérimente la séparation et les retrouvailles avec le caregiver, et la présence en ce lieu d'un étranger inconnu à certaines étapes.
Le travail d'Ainsworth aux États-Unis attira de nombreux universitaires dans ce domaine, inspirant les recherches et remettant en question la domination du béhaviorisme. Des recherches ultérieures menées par Mary Main et ses collègues à l'Université de Californie à Berkeley ont permis d'identifier un quatrième schème d'attachement, appelé attachement désorganisé/désorienté. Ce terme reflète le défaut, pour certains enfants, d'une stratégie cohérente de réponse aux situations stressantes (coping).

### Table des 4 schèmes reconnus
Le type d'attachement développé par les jeunes enfants dépend de la qualité des soins qu'ils ont reçus. Chaque schème d'attachement est associé avec certains schèmes de comportement caractéristiques, décrits dans le tableau suivant :
| Schème d'attachement | Enfant | Donneur de soin |
| -------------------- | --- | --- |
| Sécure (en)          | Utilise le caregiver comme base de sécurité pour l'exploration. Proteste en cas de départ du donneur de soin, recherche sa proximité, est rassuré par son retour, et retourne alors explorer. Peut être rassuré par un étranger, mais montre une préférence nette pour le donneur de soin | Répond de façon appropriée, rapide et cohérente aux besoins.                                                                                    |
| Évitant              | Peu d'échange affectif durant le jeu. Peu ou pas de signe de détresse en cas de séparation, peu ou pas de réaction visible lors du retour, s'il est pris dans les bras ignore ou se détourne sans faire d'effort pour maintenir le contact. Traite les étrangers de la même façon que le donneur de soin | Peu ou pas de réponse à l'enfant stressé. Décourage les pleurs et encourage l'indépendance.                                                     |
| Ambivalent/Résistant | Incapable d'utiliser le donneur de soin comme base de sécurité, recherche la proximité avant que la séparation ne survienne. Stressé par la séparation mais de façon ambivalente, en colère, montre de la répugnance à manifester des signes de sympathie pour le donneur de soin et retourne jouer. Préoccupé par la disponibilité du donneur de soin, cherche le contact mais résiste avec colère lorsqu'il survient. Pas facilement apaisé par un étranger. | Incohérence entre des réponses appropriées et d'autres négligentes.                                                                             |
| Désorganisé          | Stéréotypes en réponse, tels que se figer ou faire certains mouvements. Absence d'une stratégie d'attachement cohérente, montrée par des comportements contradictoires et désorientés tels qu'approcher le dos en avant. | Figé ou comportement figeant, intrusif, se tient en retrait, négativité, confusion des rôles, erreurs de communication affective, maltraitance. |

Ce sont là les quatre schèmes d'attachement actuellement reconnus par la recherche. Certains auteurs traduisent les termes de manière légèrement différente. On parle d'attachement sécurisant et d'attachement insécurisant de type évitant, insécurisant de type ambivalent, et insécurisant de type désorganisé et désorienté, dans la traduction du manuel de psychologie du développement de Diane Papalia et collaboratrices.

### Discussion
La présence d'un type d'attachement est distinct de sa qualité. Les jeunes enfants forment des attachements s'il se trouve quelqu'un pour interagir avec eux, même si cette personne est maltraitante. Les différences individuelles dans la manière d'aborder les relations reflètent la façon dont on a pris soin de l'enfant au cours de son histoire, du fait que le jeune enfant commence à prédire le comportement des caregivers au travers d'interactions répétées. L'essentiel est l'organisation (le schème) des comportements d'attachement plutôt que leur quantité.
Les schèmes d'attachement insécure ne sont pas idéaux (non-optimal) du fait qu'ils peuvent compromettre l'exploration, la confiance en soi et la maîtrise de l'environnement. Cependant les schèmes insécures représentent également une saine adaptation de l'enfant, en ce sens qu'ils forment des réactions appropriées à l'absence de réponse d'un caregiver. Par exemple, dans le schème évitant, minimiser les expressions d'attachement même dans des conditions de menace légère permet à l'enfant d'éviter de s'aliéner (encore plus) un caregiver déjà rejetant, laissant ainsi ouverte la possibilité d'une réponse de sa part en cas de menace plus sérieuse.
Environ 65 % des enfants dans la population générale peuvent être classés comme ayant un schème d'attachement sécure, les 35 % restant étant divisés entre les différents types d'insécures. De récentes recherches suggèrent dans quelle mesure le schème d'attachement d'un parent est prédictif de celui de leur enfant ; les perceptions de parents concernant leur propre schème d'attachement dans l'enfance correspondaient à celui de leur enfant dans 75 % des cas,,.
La stabilité du type d'attachement est forte à court terme, mais cela est moins vrai à plus long terme. Il apparaît que la stabilité du type d'attachement est liée à celle des conditions de caregiving ; des événements sociaux stressants ou des accidents de vie négatifs — tels que maladie, décès, mauvais traitements, divorce — sont associés à une instabilité des schèmes d'attachement de la petite enfance jusqu'au début de l'âge adulte, en particulier dans le sens sécure à insécure. Inversement, ces difficultés reflètent parfois des situations de détresse passagère dans la vie des personnes, susceptibles de changer. Parfois, la réponse des parents se modifie au cours du développement de l'enfant, permettant le passage d'un schème insécure à un schème sécure. Des changements fondamentaux peuvent encore survenir, et le font effectivement, après la période critique de la prime enfance.
Néanmoins, les enfants maltraités sont moins susceptibles de développer des attachements sécures, et leur insécurité tend à persister à travers l'âge pré-scolaire. Le manque de soins est à lui seul associé à un schème d'attachement insécure, et la proportion d'attachements désorganisés est particulièrement importante chez les enfants maltraités.
Cette situation est compliquée par les difficultés à évaluer le type d'attachement chez les individus plus âgés. Le protocole de la situation étrange est adaptée aux enfants de 12 à 18 mois seulement ; il existe des versions adaptées aux enfants d'âge pré-scolaire. Des techniques ont été développées pour permettre la vérification verbale de l'état d'esprit de l'enfant quant à l'attachement ; un exemple est le procédé de « l'amorce d'histoire » (« stem story »), par lequel on conte à un enfant le début d'une histoire qui soulève des questionnements liés à l'attachement, puis on lui demande de la compléter. Pour les enfants plus âgés, les adolescents et les adultes, des entretiens semi-directifs sont utilisés, dans lesquels la façon de transmettre le contenu peut être aussi importante que le contenu lui-même. Il n'existe cependant pas de tests solidement validés pour l'évaluation de l'attachement chez les enfants au milieu de l'enfance ou au début de l'adolescence (de 7 à 13 ans environ).

### Schèmes discrets ou variation continue
Certains auteurs ont critiqué l'idée que puisse être développée une classification de types de schèmes représentant une variation qualitative des liens d'attachement. L'étude des données provenant de l'étude de 1 139 enfants âgés de 15 mois a montré que les variations dans les schèmes d'attachement sont continues plutôt que discrètes.
Cette critique soulève d'importantes questions concernant la typologie de l'attachement et les mécanismes à l'œuvre derrière les types apparents. Cependant cela est de peu d'importance pour la théorie elle-même qui « ne requiert jamais ni ne prédit des schèmes d'attachement discrets ».

### Signification
Il existe un large corpus de recherches qui démontrent, dans de multiples domaines, un lien significatif entre le type d'attachement et les capacités de l'enfant. Un attachement insécure précoce n'est pas forcément prédictif de difficultés, mais cela représente un handicap pour l'enfant, particulièrement si un comportement parental semblable perdure à travers l'enfance. Comparé à celui d'un enfant sécure, la capacité d'adaptation d'un enfant insécure dans nombre de domaines de la vie n'est pas aussi solidement fondée, compromettant ses futures relations. Bien que le lien ne soit pas totalement établi par les études et qu'il y ait d'autres influences outre l'attachement, les enfants sécures sont plus susceptibles de devenir socialement compétents que leurs pairs insécures.
Les relations formées avec les pairs influencent également l'acquisition de l'habileté sociale, du développement intellectuel, et la formation de l'identité sociale. La classification de la façon dont les enfants se situent par rapport aux pairs (populaire, négligé ou rejeté) s'est trouvé prédire la capacité d'adaptation personnelle ultérieure.
Les enfants insécures, particulièrement les enfants évitant, sont particulièrement vulnérables au risque familial ; leurs problèmes sociaux et comportementaux augmentent ou diminuent avec la détérioration ou l'amélioration de l'environnement parental. Quoi qu'il en soit, un attachement sécure précoce apparaît avoir une fonction protectrice durable. En effet, de même qu'avec l'attachement aux figures parentales, les expériences ultérieures peuvent altérer le cours du développement.
Le schème de l'attachement désorganisé est celui qui cause le plus d'inquiétude. Environ 80 % des enfants maltraités peuvent être décrits comme désorganisés, contre 12 % des enfants non maltraités. Seuls 15 % environ des enfants maltraités peuvent être décrits comme sécures. Les enfants présentant un schème désorganisé durant l'enfance tendent à montrer de façon marquée des schèmes relationnels perturbés. Par la suite, les relations avec les pairs sont souvent caractérisées par une réaction de lutte ou de fuite alternant agression et retraite (« Réponse combat-fuite », ou Fight-or-flight en anglais). Les enfants maltraités ont aussi plus de risque de devenir des parents maltraitants ; une minorité ne le font pas, développant plutôt des attachements sécures, de bonnes relations avec les pairs, et devenant des parents non maltraitants. Le lien entre attachement insécure — notamment désorganisé — et émergence de psychopathologies de l'enfance est fermement établi, bien que l'attachement insécure soit un facteur de risque non spécifique de problèmes futurs, et pas en soi une pathologie ni une cause directe de pathologie. En salle de classe, il apparaît que les enfants ambivalents présentent un risque élevé d'intérioriser leurs troubles, et les enfants évitant et désorganisés de les extérioriser.
Une explication des effets du type d'attachement précoce peut être trouvée dans le mécanisme du modèle interne opérant. Les modèles internes ne sont pas juste des « schémas » mais sont aussi liés aux sentiments suscités. Ils rendent une personne capable d'anticiper et d'interpréter le comportement de quelqu'un d'autre et de prévoir une réponse (voir aussi neurones miroirs). Si le caregiver d'un enfant est pour lui une source de sécurité et de soutien, l'enfant est plus susceptible de développer une image positive de soi et en miroir d'anticiper des réactions positives de la part d'autrui. À l'inverse, à partir d'une relation de maltraitance par le caregiver, un enfant peut intérioriser une image négative de soi et généraliser des attentes négatives vis-à-vis des autres relations.
Le modèle interne opérant sur lequel le comportement d'attachement est basé montre un caractère de continuité et de stabilité. Et également de reproductibilité : les enfants sont plus susceptibles de présenter le même type d'attachement que leur principal caregiver, ce qui implique que le modèle interne opérant de leur caregiver affectera les relations futures avec leurs propres enfants. Cet effet a été observé sur trois générations successives. Bowlby pensait que les modèles formés de façon précoce étaient les plus susceptibles de persister du fait de leur localisation dans le subconscient ; de tels modèles précoces, cependant, ne contraignent pas absolument le type d'attachement formé dans les expériences relationnelles ultérieures : une minorité d'enfants présentent en effet des types d'attachement différents avec divers caregivers.

## Attachement chez l'adulte
La théorie de l'attachement fut étendue aux relations sentimentales adultes à la fin des années 1980 par Cindy Hazan et Philip Shaver. Quatre styles d'attachement sont couramment décrits chez l'adulte : sécure (en), anxieux-soucieux, distant-évitant, craintif-évitant. Ils correspondent plus ou moins aux types d'attachement de l'enfance : sécure, insécure-ambivalent, insécure-évitant et désorganisé/désorienté.
Les adultes sécures (en) tendent à adopter une vision positive d'eux-mêmes, de leurs partenaires et des relations qu'ils nouent. Ils se sentent à l'aise dans l'intimité comme dans l'indépendance, équilibrant les deux.
Les adultes anxieux-soucieux recherchent un haut niveau d'intimité, d'approbation et de réponse à leurs initiatives (responsiveness) de la part de leurs partenaires, se montrant excessivement dépendants. Ils ont tendance à être moins confiants, à adopter une vision moins positive d'eux-mêmes et de leurs partenaires, et sont aussi susceptibles de montrer au sein de leurs relations un haut degré d'expression de leurs sentiments, de souci et d'impulsivité.
Les adultes distants-évitants recherchent un haut niveau d'indépendance, et semblent souvent éviter totalement l'attachement. Ils se perçoivent eux-mêmes comme auto-suffisants, non susceptibles de subir les sentiments d'attachement et n'ayant pas besoin de relations proches. Ils tendent à faire taire leurs sentiments, gérant le risque de rejet en gardant eux-mêmes à distance leurs partenaires, dont ils ont bien souvent une assez pauvre opinion.
Les adultes craintifs-évitants éprouvent des sentiments partagés au sujet des relations proches, désirant et à la fois se sentant mal à l'aise avec la proximité émotionnelle. Ils ont tendance à se méfier de leurs partenaires et se considèrent eux-mêmes indignes d'affection (unworthy). De la même façon que les adultes distants-évitants, les adultes craintifs-évitants tendent à fuir l'intimité, réprimant leurs sentiments,,,.

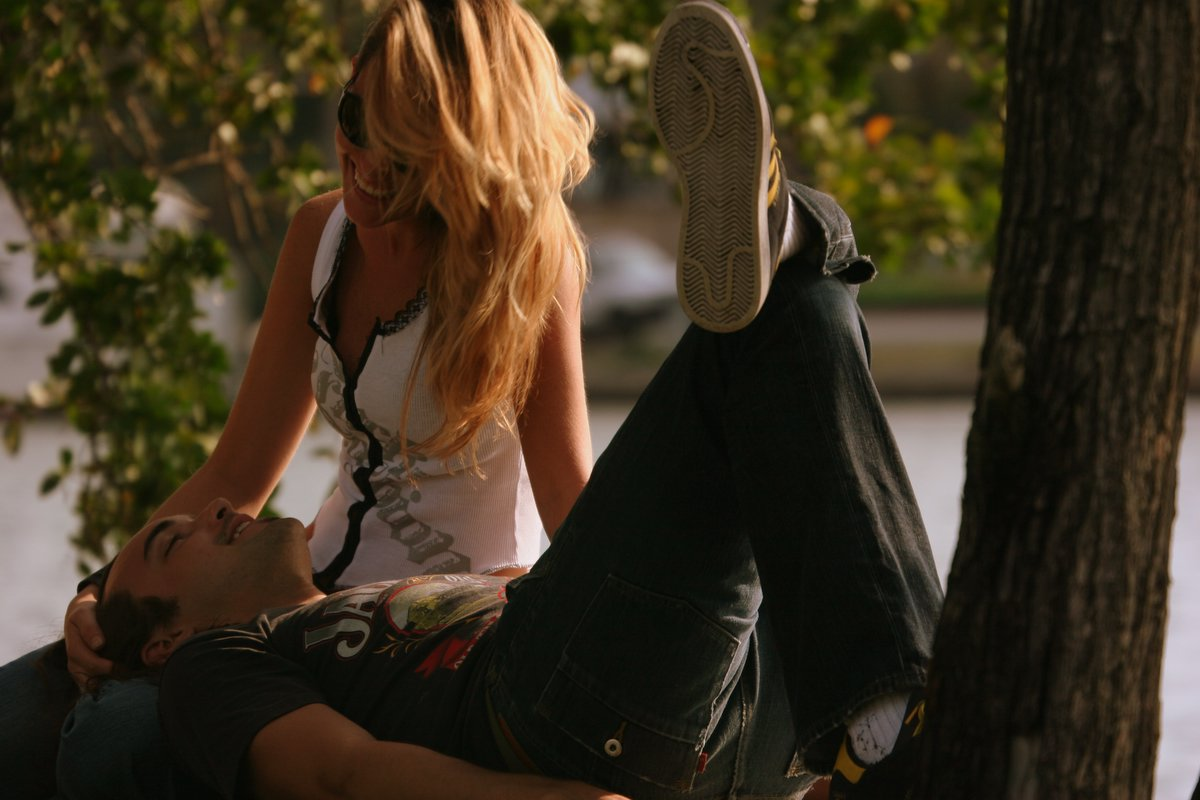
Les styles d'attachements dans les relations sentimentales adultes correspondent aux styles d'attachement dans l'enfance, mais les adultes peuvent présenter plusieurs modèles opérants internes en fonction des différentes relations.

Deux aspects de l'attachement chez l'adulte ont été principalement étudiés. L'organisation et la stabilité des modèles opérants internes qui sous-tendent les styles d'attachement sont explorés par les psychologues sociaux qui étudient l'attachement au sein du couple,. Les psychologues du développement intéressés par les différences individuelles d'état d'esprit au regard de l'attachement explorent généralement de quelle façon l'attachement fonctionne dans une dynamique relationnelle, et comment il influe sur l'issue des relations. L'organisation des modèles opérants internes est relativement stable par rapport aux variations de l'état d'esprit d'un individu vis-à-vis de l'attachement.
Certains auteurs ont suggéré qu'un adulte n'entretient pas un seul type de modèles opérants internes. Il posséderait plutôt à un premier niveau un ensemble de règles et d'hypothèses au sujet des relations d'attachement en général, et à un autre niveau des informations concernant les relations ou les évènements relationnels spécifiques. Les informations des différents niveaux n'ont pas besoin d'être cohérentes entre elles ; les individus peuvent donc entretenir différents modèles opérants internes pour différentes relations,.
Il existe différentes façons de mesurer l'attachement chez l'adulte, le plus commun étant les questionnaires et les entretiens basés sur l'Adult Attachment Interview. Les différents outils de mesure ont été d'abord développés dans un but de recherche dans différents domaines tels que les relations sentimentales, parentales ou entre pairs. Certains classifient l'état d'esprit d'un adulte par rapport à l'attachement et aux schèmes d'attachement en référence aux expériences infantiles, tandis que d'autres évaluent les comportements relationnels et la sécurité relationnelle concernant les parents et les pairs.

## Histoire

### Théories antérieures
Le concept d'attachement émotionnel de l'enfant au caregiver est connu de façon anecdotique depuis des siècles. À partir de la fin du XIXe siècle, les psychologues et les psychiatres proposent diverses théories sur l'existence ou la nature des premiers liens de l'enfance. Les premières théories freudiennes s'intéressaient peu à la relation de l'enfant à sa mère, se contentant de postuler que le sein est le premier objet d'amour. Les freudiens attribuaient, par la théorie de l'étayage, les tentatives de l'enfant pour rester près des familiers à une motivation induite par le nourrissage et les gratifications des pulsions libidinales. Au cours des années 1930, le psychologue du développement britannique Ian Suttie suggère que le besoin d'affection du jeune enfant est un besoin primaire, non fondé sur la faim ni aucune autre gratification physique. William Blatz, un psychologue canadien et professeur de Mary Ainsworth, a aussi mis l'accent sur l'importance des relations sociales pour le développement. Blatz suggéra que le besoin de sécurité était une part normale de la personnalité, tout comme était l'utilisation des autres en tant que base de sécurité. À partir des années 1940, les observateurs remarquèrent l'anxiété montrée par les nourrissons et les jeunes enfants menacés par la séparation d'avec un caregiver familier,.
Une autre théorie prévalente au moment du développement de la théorie de l'attachement de Bowlby était celle de la « dépendance ». Elle proposait que les jeunes enfants étaient dépendants des caregivers adultes mais qu'ils perdaient cette caractéristique au cours de la petite enfance ; les comportements d'attachement chez les enfants plus âgés étaient donc vus comme régressifs. La théorie de l'attachement suppose au contraire que les enfants plus âgés et les adultes conservent le comportement d'attachement, le manifestant en cas de situation stressante. Un attachement sécure, en effet, est associé avec un comportement exploratoire indépendant plutôt qu'avec la dépendance. Bowlby développa la théorie de l'attachement du fait de son insatisfaction par rapport aux théories des relations précoces existantes à son époque.

### Carence maternelle
Les réflexions des psychanalystes théoriciens de la relation d'objet, particulièrement Melanie Klein, ont influencé Bowlby. Il était cependant en désaccord profond avec la croyance psychanalytique prévalente selon laquelle les réponses de l'enfant sont relatives à leur vie imaginaire interne plutôt qu'aux évènements de la vie réelle. Au moment où Bowlby formulait ces concepts, il était influencé par les études de cas concernant des enfants perturbés et délinquants, telles que celles de William Goldfarb publiées en 1943 et 1945,.

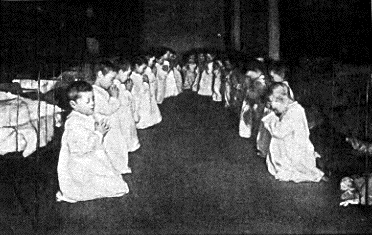
L'heure de la prière à la pouponnière des Five Points House of Industry, 1888. L'hypothèse de la carence affective, rendue publique en 1951, causa une révolution dans les usages des pouponnières.

René Spitz, contemporain de Bowlby, avait également observé la douleur exprimée par des enfants isolés, proposant que les résultats « psychotoxiques » observés résultaient d'expériences de soins précoces inappropriés,. Une autre influence profonde fut le travail du travailleur social et psychanalyste James Robertson (en) qui filma les effets de la séparation sur les enfants d'un hôpital. Lui et Bowlby collaborèrent dans le film documentaire de 1952 (en) A Two-Year Old Goes to the Hospital destiné à modifier les pratiques hospitalières en matière de restriction des visites parentales.
Dans une monographie de 1951, Maternal Care and Mental Health (Soins maternels et santé mentale), rédigée pour le compte de l'Organisation mondiale de la santé, Bowlby mit en avant l'hypothèse que « le nourrisson et le jeune enfant doivent expérimenter une relation chaleureuse, intime et continue avec sa mère (ou un substitut maternel permanent) dans laquelle les deux trouvent satisfaction et plaisir », l'absence d'une telle relation pouvant avoir des conséquences significatives et irréversibles sur la santé mentale de l'enfant. Il publia aussi Child Care and the Growth of Love à l'usage du grand public. La proposition centrale de ces ouvrages eu beaucoup d'influence, mais fut aussi fortement controversée ; à cette époque en effet les données empiriques étaient rares, et aucune théorie complète n'appuyait les conclusions de Bowlby. Néanmoins la théorie de Bowlby suscita un considérable intérêt pour la nature des relations précoces, donnant une impulsion importante à un grand champ de recherche dans un domaine extrêmement difficile et complexe. Le travail de Bowlby et les films de Robertson provoquèrent une révolution dans les pratiques hospitalière des visites parentales, dans l'attention portée par les hôpitaux aux besoins ludiques, éducationnels et sociaux des enfants, et dans les usages des pouponnières. Au fil du temps, les orphelinats furent abandonnés dans la plupart des pays développés au profit des familles d'accueil et des maisons d'accueil de style familial.

### Formulation de la théorie
À la suite de la publication de Maternal Care and Mental Health Bowlby enrichit sa théorie d'éléments provenant des champs de la théorie de l'évolution, de l'éthologie, de la psychologie du développement, des sciences cognitives, de la cybernétique. Il formula la proposition que les mécanismes sous-jacents au lien émotionnel d'un enfant envers le(s) caregiver(s) ont émergé à la suite d'une pression de sélection. Il entreprit de développer une théorie du contrôle de la motivation et du comportement construite sur la science plutôt que sur le modèle freudien de l'énergie psychique. Bowlby fit valoir qu'avec la théorie de l'attachement il avait comblé « les lacunes des données et l'absence d'une théorie qui relie les causes et les effets présumés » décrits dans Maternal Care and Mental Health.

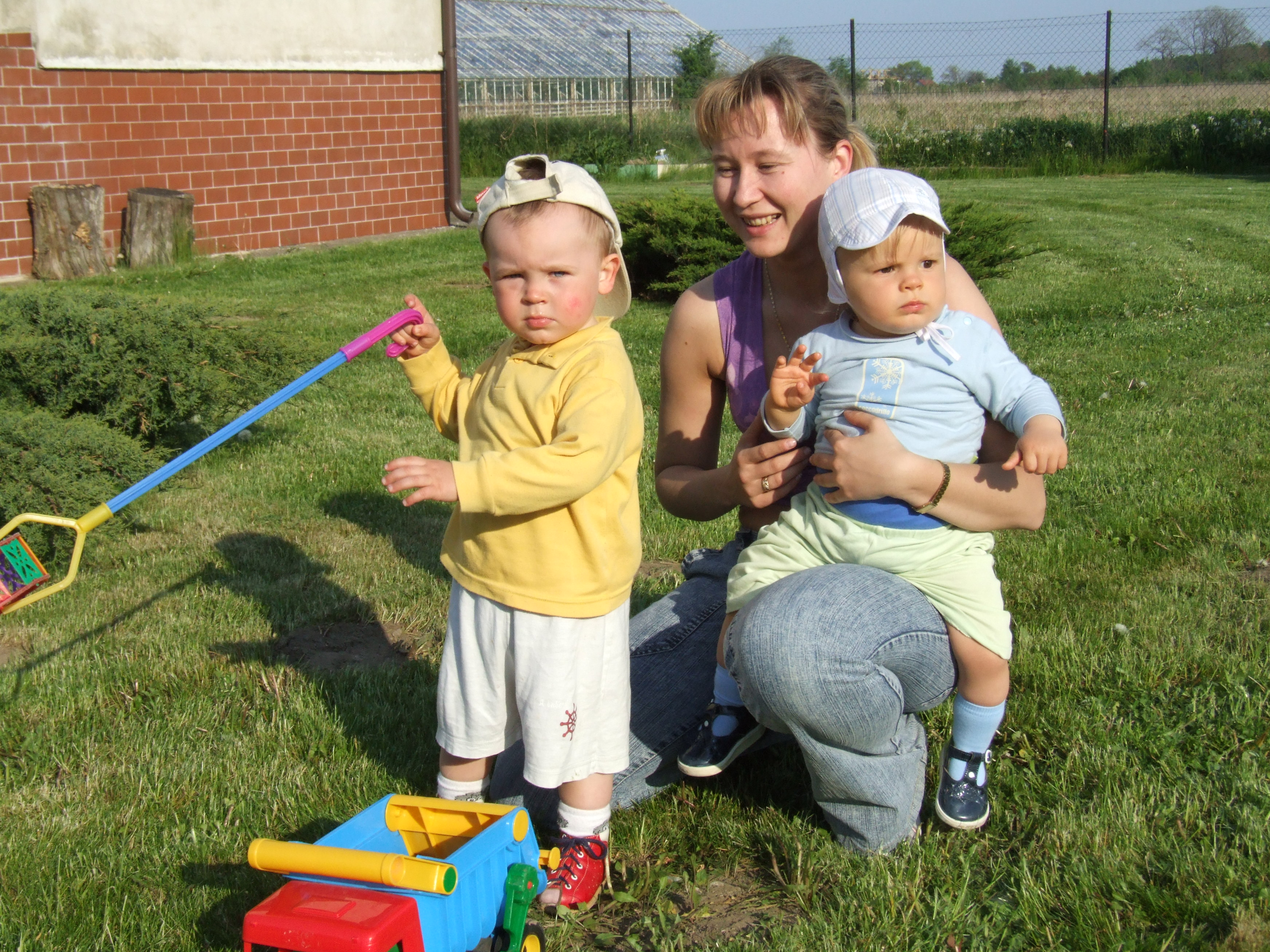
L'exploration par l'enfant est plus approfondie lorsque le caregiver est présent.

Formellement, l'origine de la théorie se situe en 1958 avec la publication de deux articles : The Nature of the Child's Tie to his Mother (La nature du lien de l'enfant à sa mère) par Bowlby, dans lequel les concepts sur lesquels se fonderont celui d'attachement sont présentés ; et The Nature of Love (La nature de l'amour) par Harry Harlow. Ce dernier était fondé sur une série d'expériences qui montraient que les jeunes macaques rhésus forment un lien affectif avec une mère de substitution faite de tissus doux et qui ne propose pas de nourriture, mais pas avec une mère de substitution faite de fils métalliques qui fournit de la nourriture mais est moins agréable à toucher,,. Bowlby fit suivre son premier article de deux autres : Separation Anxiety (L'angoisse de séparation) (1960a), et Grief and Mourning in Infancy and Early Childhood (Chagrin et pleurs dans la petite enfance) (1960b),. Dans le même temps, Mary Ainsworth, collègue de Bowlby, ayant les théories éthologiques de ce dernier en tête, était en train de compléter sa vaste observation de la nature des attachements chez l'enfant en Ouganda. La théorie de l'attachement fut finalement présentée en 1969 dans Attachement, le premier volume de la trilogie Attachment and Loss (en français Attachement et perte. Volume 1, L'attachement). Les second et troisième volumes, Separation: Anxiety and Anger (La séparation : angoisse et colère) et Loss: Sadness and Depression (La perte : tristesse et dépression) suivirent respectivement en 1972 et 1980. L'attachement fut révisé en 1982 pour tenir compte des dernières recherches.
La théorie de l'attachement vint à une époque où les femmes affirmaient leur droit à l'égalité et à l'indépendance, donnant aux mères une nouvelle cause d'anxiété. La théorie de l'attachement en elle-même ne prend pas en compte le genre, mais au sein de la société occidentale c'était essentiellement les mères qui assumaient la responsabilité des soins aux jeunes enfants. De ce fait, un défaut d'éducation appropriée était d'abord reproché à la mère, bien que l'organisation sociale la laissait débordée sans soutien. L'opposition à la théorie de l'attachement se fondait sur ce point. Les féministes avaient déjà critiqué l'enfermement dans un rôle biologique qu'elles percevaient comme implicite dans l'hypothèse de la carence maternelle.

#### Éthologie
L'attention de Bowlby fut d'abord conduite vers l'éthologie par la lecture du manuscrit de la publication de 1952 de Konrad Lorenz (bien que celui-ci ait publié des travaux antérieurs). D'autres influences importantes furent celles des éthologues Nikolaas Tinbergen et Robert Hinde. Bowlby collabora par la suite avec Hinde. En 1953, Bowlby déclara que « le temps est mûr pour une unification des concepts psychanalytiques avec ceux de l'éthologie, et pour poursuivre la riche veine de recherches que cette union suggère ». Konrad Lorenz avait examiné le phénomène d'empreinte, un comportement caractéristique de certains oiseaux et mammifères qui implique un apprentissage rapide par les jeunes de la reconnaissance d'un objet conspécifique ou comparable. À la suite de la reconnaissance vient une tendance au comportement de suivi.

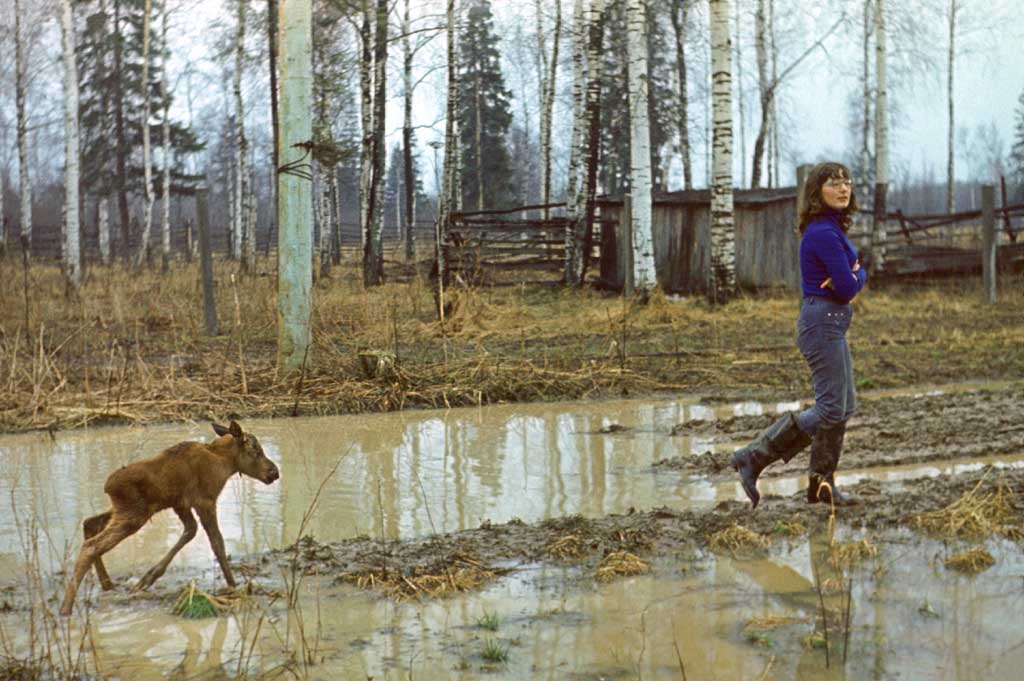
Ce jeune élan non sevré de la Kostroma Moose Farm a développé un attachement envers sa caregiver.

L'apprentissage est possible seulement à l'intérieur d'une fourchette d'âge limitée appelée période critique. Les concepts de Bowlby incluaient l'idée que l'attachement implique l'apprentissage par l'expérience durant une période d'âge limitée, influencée par le comportement des adultes. Il n'appliqua pas dans sa totalité le concept d'empreinte à l'attachement humain. Pour autant il considérait que le comportement d'attachement pouvait être expliqué comme étant instinctif et combiné avec les effets de l'expérience, et il pointait l'empressement avec lequel l'enfant se porte vers les interactions sociales. Au fil du temps, il devint apparent qu'il existe plus de différences que de similitudes entre la théorie de l'attachement et l'empreinte, et l'analogie finit par être abandonnée.
Les éthologues ont exprimé des réserves à propos de l'adéquation de certaines recherches sur lesquelles la théorie de l'attachement s'est appuyée, notamment au sujet de la généralisation aux humains des études sur l'animal,. Schur, parlant de l'usage que Bowlby faisait des concepts éthologiques avant 1960, remarqua que les concepts utilisés dans la théorie de l'attachement n'étaient pas remis à jour en fonction des progrès de l'éthologie elle-même. Des écrits, éthologiques et autres, des années 1960 et 1970 questionnèrent et étendirent les types de comportement utilisés comme indicateurs de l'attachement. Ainsi, les observations de jeunes enfants en situations naturelles indiquèrent d'autres comportements pouvant indiquer l'attachement, par exemple rester à une distance prédictible de la mère, ramasser de petits objets et les porter uniquement à elle et à personne d'autre.
Bien que les éthologues tendent globalement à approuver Bowlby, ils insistent pour obtenir d'autres données, reprochant aux psychologues d'écrire comme s'il existait une « entité qui serait l'« attachement », existant par-dessus et au-delà des mesures observables ». Robert Hinde considérait le système comportemental d'attachement comme un concept plus approprié que celui d'attachement et qui ne pose pas les mêmes problèmes « car il repose sur le postulat de systèmes de contrôle qui déterminent les relations entre les différents types de comportements ».

#### Psychanalyse

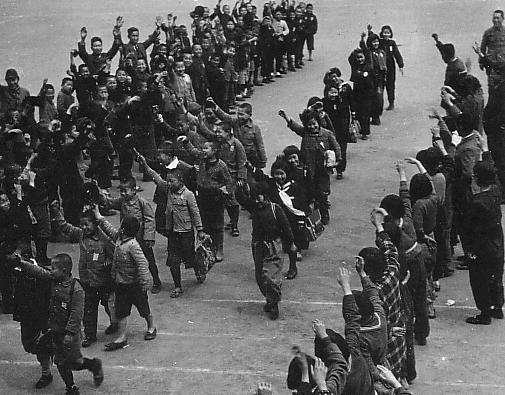
Évacuation d'écoliers japonais durant la Seconde Guerre mondiale (tiré du livre Road to Catastrophe).

Les observations menées par les psychanalystes Anna Freud et Dorothy Burlingham de jeunes enfants séparés de leurs caregivers familiers durant la Seconde Guerre mondiale, ont influencé la façon dont Bowlby comprenait l'attachement. Bowlby cependant rejetait les explications psychanalytiques du lien infantile, dont la théorie des pulsions dans laquelle la motivation pour l'attachement dérive de la gratification de la faim et des pulsions libidinales. Il appelait cela la « théorie de la reconnaissance du ventre » (en anglais la « cupboard-love theory »), qui selon lui échouait à comprendre l'attachement comme un lien psychologique en lui-même plutôt que comme un instinct dérivé du nourrissage ou de la sexualité. En se fondant sur les idées de l'attachement primaire et du néo-darwinisme, Bowlby identifia ce qu'il voyait comme étant des défauts fondamentaux de la psychanalyse. En premier lieu la surestimation des dangers internes par rapport aux menaces externes. Ensuite la vision du développement de la personnalité via des « phases » linéaires ponctuées de régressions rendant compte de la détresse psychologique. Au lieu de cela il soutenait que plusieurs chemins de développement sont possibles, l'issue finale dépendant des interactions entre l'organisme et l'environnement. Dans le cadre de l'attachement cela signifie que bien qu'un enfant en développement présente une propension à former des attachements, la nature de ces attachements dépend de l'environnement auquel l'enfant est exposé.
Dès le début du développement de la théorie de l'attachement elle fut critiquée pour son manque de congruence avec les diverses branches de la psychanalyse. Les décisions de Bowlby le laissèrent sous le feu des critiques des penseurs bien établis travaillant sur des problématiques similaires,,, et il fut effectivement exclu de la communauté psychanalytique.

#### Modèle interne opérant
Bowlby adopta l'important concept de modèle interne opérant des relations sociales à partir du travail du philosophe Kenneth Craik. Craik avait noté l'intérêt adaptatif de la capacité de prédire les évènements. Il insistait sur la valeur de cette capacité du point de vue de la survie et de la sélection naturelle. Selon Craik, la capacité de prédiction suppose qu'un « modèle à petite échelle » constitué d'évènements cérébraux est utilisé non seulement pour représenter l'environnement externe, mais aussi les actions possibles de l'individu lui-même. Ce modèle permet à une personne d'essayer mentalement différentes alternatives, en utilisant les connaissances du passé pour réagir au présent et au futur. À peu près à la même époque où Bowlby appliquait les idées de Craik à l'attachement, d'autres psychologues appliquaient ces concepts à la perception adulte et à la cognition.

#### Cybernétique
La théorie des systèmes de contrôle (cybernétique) développées durant les années 1930 et 1940 influença la pensée de Bowlby. Le besoin de proximité à la figure d'attachement qu'éprouvent les jeunes enfants était vu comme équilibrant l'homéostasie avec le besoin d'exploration (Bowlby comparait ce processus à l'homéostasie physiologique par laquelle, par exemple, la pression sanguine est maintenue entre certaines limites). La distance effective maintenue par l'enfant varierait selon les modifications de l'équilibre des besoins. Par exemple, l'approche d'un étranger, ou une blessure, ferait qu'un enfant en pleine exploration se mettrait à rechercher la proximité. L'objectif de l'enfant ne serait pas un objet (le caregiver) mais un état ; le maintien de la distance désirée vis-à-vis du caregiver dépendrait ainsi des circonstances.

#### Développement cognitif
La confiance de Bowlby envers les théories du développement cognitif de Piaget a suscité des questions au sujet de la permanence d'objet (la capacité à se rappeler un objet qui est temporairement absent) dans les comportements d'attachement précoces. La capacité d'un enfant à distinguer les étrangers et à réagir à l'absence de sa mère semble se produire plusieurs mois plus tôt que ce que Piaget suggérait être cognitivement possible. Plus récemment, il a été noté que la compréhension de la représentation mentale a tant progressé depuis l'époque de Bowlby que les vues actuelles peuvent être plus précises qu'alors.

#### Béhaviorisme
En 1969, J. L. Gewirtz présenta comment une mère et son enfant peuvent se procurer l'un à l'autre des expériences de renforcement positif à travers une attention mutuelle, et ainsi apprendre à rester proches l'un de l'autre. Cette explication rendait inutile de poser en principe l'existence d'un comportement humain inné favorisant l'attachement. La théorie de l'apprentissage (le béhaviorisme) voyait l'attachement comme un reliquat de dépendance, dont la qualité était simplement une réponse aux signaux du caregiver. Les béhavioristes voyaient les comportements tels que les pleurs comme une activité aléatoire, sans signification tant qu'ils ne sont pas renforcés par la réponse d'un caregiver. Pour les béhavioristes, des réponses fréquentes conduiraient ainsi à un accroissement des pleurs. Les théoriciens de l'attachement, quant à eux, considèrent les pleurs comme un comportement d'attachement inné auquel le caregiver doit répondre afin que l'enfant puisse développer une certaine sécurité émotionnelle ; des réponses consciencieuses développent une sécurité qui accroît l'autonomie et diminue les pleurs. Les recherches d'Ainsworth à Baltimore ont confirmé les hypothèses des théoriciens de l'attachement.
Les béhavioristes se sont généralement montrés en désaccord avec cette interprétation. Bien qu'ils se situent à un niveau d'analyse différent, ils maintiennent que les comportements, tels les protestations contre la séparation, chez l'enfant résultent principalement des expériences d'apprentissage opérant. Lorsqu'une mère reçoit l'instruction d'ignorer les pleurs et de répondre uniquement au comportement de jeu, le bébé cesse de pleurer et engage un comportement de jeu. L'« angoisse de séparation » résultant de telles interactions est vue comme un comportement appris résultant de contingences non maîtrisées, par exemple l'ambivalence de la part des parents qui jouerait dans l'interaction opérante. Les béhavioristes voient l'attachement comme résultant d'un phénomène systémique plutôt que comme une prédisposition biologique. Le groupe de Patterson a montré que dans un environnement incertain la faiblesse du réseau relationnel peut expliquer certaines difficultés d'attachement et une sensibilité au contexte. Au cours des années 2000, les analystes du comportement ont construit des modèles de l'attachement fondés sur l'importance du contexte relationnel. Ces modèles analytiques comportementaux ont été appuyés par la recherche et par les méta-analyses de la littérature.

#### Développements ultérieurs
Au cours de la formulation de la théorie de l'attachement, des critiques furent émises au sujet de sa base empirique. Des explications alternatives des résultats de recherche empiriques furent proposées. Certaines interprétations par Bowlby des données de James Robertson ont été rejetées par ce chercheur ; ainsi Robertson rapporta les données sur 13 enfants séparés ayant reçu de bons soins et qui ont géré la séparation avec leur mère sans désespoir parce qu'ils étaient pris en charge dans des conditions où les facteurs négatifs qui compliquaient les études institutionnelles étaient absents. Dans le second volume de L'attachement, Séparation, Bowlby reconnut que l'étude de Robertson avait fait évoluer sa vision des conséquences traumatiques d'une séparation dans lequel une place insuffisante aurait été accordée à l'influence de soins appropriés de la part d'un substitut familier. En 1984, Skuse appuya ses critiques sur le travail d'Anna Freud auprès des enfants de Theresienstadt, dont le développement était apparemment relativement normal en dépit de sérieuses privations durant leur jeune âge. Il en conclut que le pronostic de développement, même dans cet environnement, était excellent sauf facteurs de risque biologiques ou génétiques.
L'argument de Bowlby, que même les très jeunes bébés sont des créatures sociales et des acteurs primaires dans la création de relations avec leurs parents, mit du temps à être accepté. L'insistance d'Ainsworth sur l'importance et la primauté de l'attachement maternel pour le développement psychologique (un point aussi mis en avant par Donald Winnicott) alla en ce sens. Au cours des années 1970, Daniel Stern entreprit une recherche sur le concept d'attunement (processus d'échanges répétés qui surviennent entre un caregiver et l'enfant) au moyen d'une micro-analyse d'enregistrements vidéos de très jeunes enfants. Ceci accrut significativement la compréhension de la complexité des interactions jeune enfant/caregiver en tant que part intégrale du développement émotionnel et social d'un bébé.
Au cours des années 1970, les difficultés issues de la vision de l'attachement comme trait de caractère (caractéristique stable d'un individu) plutôt que comme type de comportement articulant des processus d'organisation et des résultats, conduisit certains auteurs à la conclusion que les comportements d'attachement seraient mieux compris du point de vue fonctionnel au sein de la vie de l'enfant. Cette approche organisa la cohérence de la théorie de l'attachement autour du concept de base de sécurité. À partir de là, l'hypothèse que l'attachement s'exprime de façon identique chez tous les êtres humains, quel que soit le contexte culturel, fut réexaminée ; les recherches montrèrent que bien qu'il y ait des différences culturelles, les trois schèmes de base (sécure, évitant, ambivalent) peuvent être retrouvés dans toutes les cultures dans lesquelles les études ont été menées, même là où le repos communautaire est la norme.

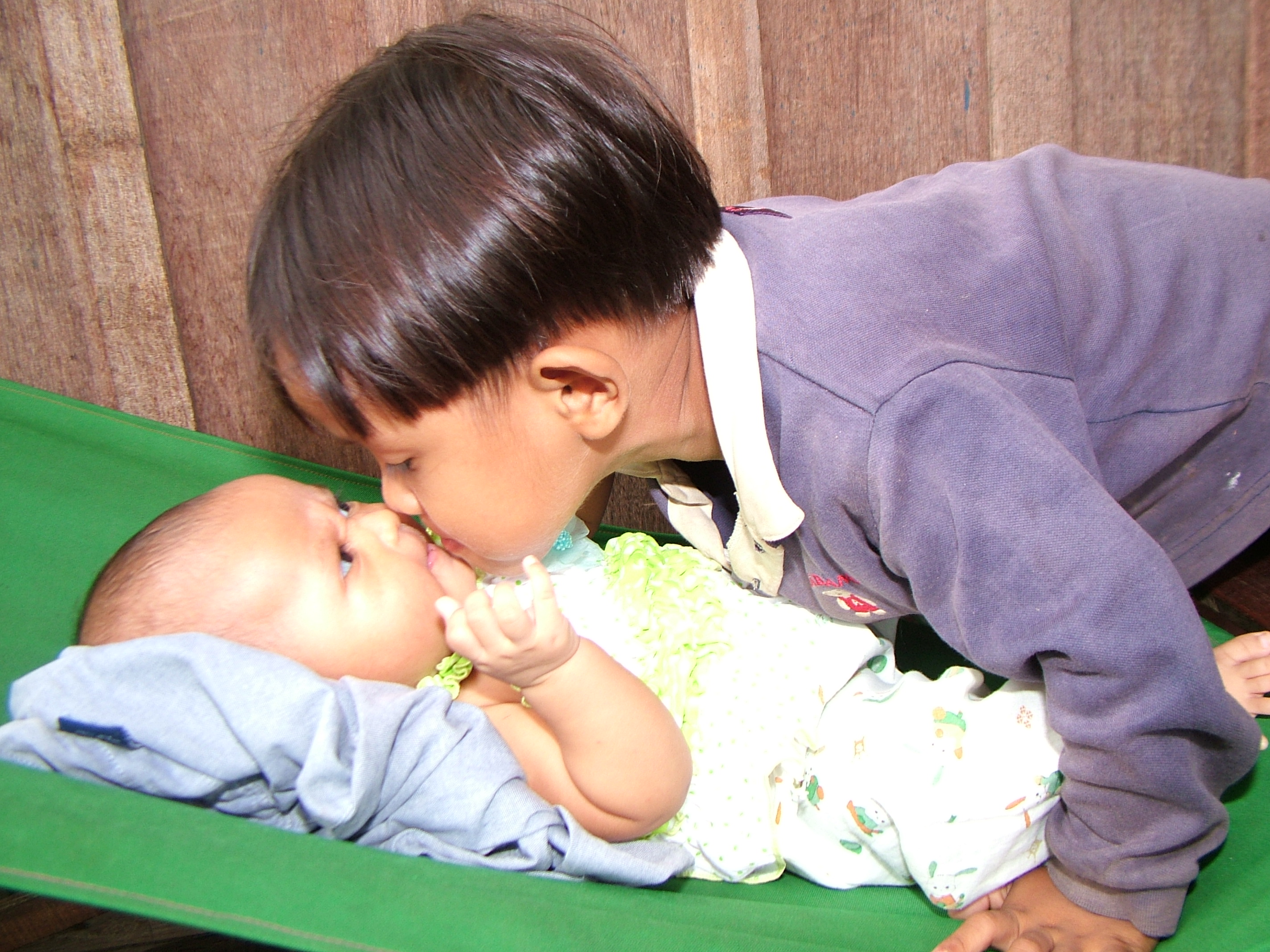
Les études montrent que les distributions des schèmes d'attachement sont cohérentes d'une culture à l'autre, bien que la manière dont l'attachement est exprimé puisse différer.

Le schème d'attachement sécure est ainsi retrouvé chez la majorité des enfants, quelle que soit la culture étudiée. Cela découle logiquement du fait, pris en compte par la théorie de l'attachement, que les jeunes enfants s'adaptent aux changements de leur environnement, et tendent à sélectionner des stratégies comportementales optimales. La façon dont l'attachement est exprimé montre les variations culturelles, qui doivent être établies avant que les études puissent être entreprises. Les enfants gusii, par exemple, sont réconfortés avec une poignée de main plutôt que par un câlin. Les enfants gusii attachés de façon sécure anticipent et recherchent ce contact. Il existe de la même façon des différences dans la distribution des schèmes insécures fondées sur les différences culturelles dans les pratiques éducatives.
Le plus grand défi pour la notion d'universalité de la théorie de l'attachement vint des études conduites au Japon, où le concept d'amae joue un rôle proéminent dans la description des relations familiales. Les discussions tournèrent autour de la pertinence de l'utilisation de la situation étrange là où l'amae est pratiquée. Les recherches tendirent finalement à confirmer l'universalité des hypothèses de la théorie de l'attachement. Une recherche plus récente de 2007 menée à Sapporo au Japon constata une distribution des schèmes d'attachement cohérente avec les normes globales, utilisant pour cela le système de Main et Cassidy de classification de l'attachement à six ans,.
Les auteurs critiques des années 1990, tels que J. R. Harris, Steven Pinker ou Jerome Kagan étaient généralement dérangés par le concept de déterminisme dans la jeune enfance (débat inné/acquis), et insistaient sur les effets des expériences plus tardives sur le développement de la personnalité,. Se fondant sur les travaux de Stella Chess (en) concernant le tempérament, Kagan rejeta presque toutes les hypothèses sur lesquelles la théorie de l'attachement est fondée, et a fait valoir que l'hérédité a une influence plus profonde que les effets transitoires de l'environnement précoce. Par exemple un enfant doté d'un tempérament intrinsèquement difficile ne susciterait pas de réponse comportementale sensible de la part d'un caregiver. Le débat engendra un nombre considérable de recherches et d'analyses des données issues des études longitudinales. Harris et Pinker mirent en avant l'idée que l'influence des parents avait été très exagérée, et que la socialisation prend place en premier lieu au sein du groupe des pairs. H. Rudolph Schaffer en conclut que les parents et les pairs assument des rôles différents dans le développement de l'enfant.

## Développements récents
Tandis que Bowlby fut inspiré par les éclairages de Piaget sur la pensée des enfants, les théoriciens actuels de l'attachement utilisent les apports de la littérature contemporaine sur la connaissance implicite, la théorie de l'esprit, la mémoire autobiographique et les représentations sociales. Les psychanalystes et psychologues Peter Fonagy (en) et Mary Target ont tenté d'amener la théorie de l'attachement et la psychanalyse vers un entrelacement plus étroit à travers des concepts cognitifs tels que la mentalisation. La mentalisation, ou théorie de l'esprit, est la capacité qu'ont les êtres humains de deviner avec une certaine précision quelles pensées, émotions et intentions sont sous-jacentes à des comportements aussi subtils qu'une expression faciale. Cette connexion entre théorie de l'esprit et modèle interne opérant peut ouvrir de nouveaux champs d'études.
À partir de la fin des années 1980 s'est produit un rapprochement croissant entre la théorie de l'attachement et la psychanalyse, basé sur les fondamentaux communs tels qu'élaborés par les théoriciens de l'attachement et les chercheurs, ainsi qu'une évolution de ce que les psychanalystes eux-mêmes considèrent comme central dans la psychanalyse. Les modèles de la relation d'objet, qui insistent sur l'autonomie du besoin de relations, sont devenus dominants et sont liés à la reconnaissance croissante au sein de la psychanalyse de l'importance du développement infantile dans le contexte relationnel et des représentations internalisées. La psychanalyse a reconnu la nature formative de l'environnement précoce d'un enfant, incluant le retentissement d'un traumatisme infantile. Une exploration psychanalytique du système d'attachement et une approche clinique associée ont émergé en lien avec la reconnaissance de la nécessité de mesurer les résultats des interventions.

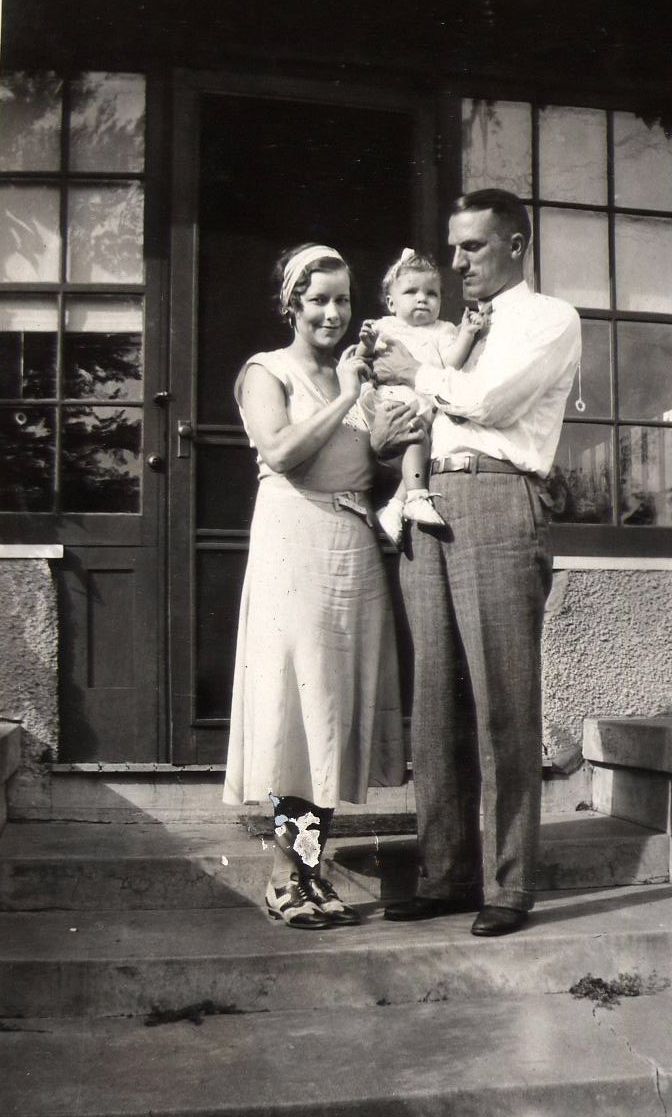
Les auteurs qui se sont intéressés à l'attachement dans les cultures non occidentales ont noté les correspondances entre la théorie de l'attachement et la famille occidentale ainsi que les schèmes de soins aux enfants caractéristiques de l'époque de Bowlby.

Un sujet important des recherches sur l'attachement a été les difficultés des enfants dont l'histoire d'attachement est pauvre, dont ceux ayant une expérience importante des soins non parentaux. Les préoccupations de certains auteurs au sujet des soins aux enfants se cristallisèrent autour des effets présumés délétères du placement en crèche. Cette controverse a permis l'évolution de la formation des professionnels des crèches autour de la prise en compte de l'attachement, par exemple en posant la nécessité d'assigner un référent particulier à chaque enfant pour assurer une bonne construction relationnelle. D'une façon générale, les enfants en institution reçoivent plus que dans le passé des soins orientés vers la prise en compte de l'attachement.
Un autre champ significatif de recherche a été le lien entre les schèmes d'attachement problématiques, notamment les attachements désorganisés, et le risque psychopathologique.
Un troisième domaine d'étude a été le développement des enfants ayant peu ou pas d'opportunités de former des attachements en leurs premières années. Une expérience naturelle permis l'étude à grande échelle de cette question, lorsque les chercheurs purent suivre plusieurs milliers d'orphelins roumains adoptés par des familles occidentales après la chute du régime de Ceauşescu. Les English and Romanian Adoptees Study Team, conduites par Michael Rutter, suivirent certains des enfants jusqu'à l'adolescence, en tentant de démêler les effets du défaut d'attachement, de l'adoption, de la mise en place de nouvelles relations, des problèmes physiques et des problèmes médicaux, tous liés à leurs premières années. L'étude de ces enfants adoptés, dont les conditions de vie initiales étaient problématiques, fut assez réconfortante puisque beaucoup d'entre eux ont connu un développement correct. Les chercheurs en conclurent que la séparation d'avec les familiers est seulement l'un des nombreux facteurs qui déterminent la qualité du développement. Bien qu'un taux important de schèmes d'attachement insécure atypiques fut trouvé comparé aux enfants nés dans leur famille définitive ou ayant été adoptés très tôt, 70 % des enfants adoptés tardivement ne montrèrent pas de désordre marqué ou sévère du comportement d'attachement.
Les principes de la théorie de l'attachement ont été utilisés pour expliquer le comportement social des adultes, y compris les relations sentimentales, les comportements de domination et la structure hiérarchique du pouvoir, les coalitions de groupe, et les négociations en vue de la réciprocité et de la justice. Ces concepts ont été utilisés pour concevoir des programmes d'aide parentale, et ont été particulièrement efficaces dans la mise en place de programmes de prévention de la maltraitance sur enfant.

## Biologie
La théorie de l'attachement propose que la qualité du caregiving, au moins de la part du caregiver primaire, est la clef de la sécurité ou de l'insécurité de l'attachement. En plus des études longitudinales, des études psychophysiologiques ont été menées autour de la biologie de l'attachement. Les recherches ont commencé à inclure les concepts de génétique du comportement et de tempérament. Le tempérament et l'attachement constituent en général des domaines développementaux bien distincts, mais certains aspects de ces deux champs de recherche contribuent ensemble à un ensemble de conclusions concernant le développement inter et intrapersonnel. Certains types de tempéraments peuvent rendre les individus concernés particulièrement sensibles au stress de relations précoces non prédictibles ou hostile avec leurs caregivers. De même, en l'absence d'un caregiver disponible et répondant, certains enfants se révèlent être particulièrement vulnérables au développement de désordres de l'attachement.
Les deux principaux champs d'étude en psychophysiologie de l'attachement se sont intéressés au système nerveux autonome et à l'activité de l'axe hypothalamo-hypophyso-surrénalien. Les réponses physiologiques de jeunes enfants à la situation étrange ont été mesurées dans le but de déceler les différences individuelles entre les tempéraments des enfants, et la mesure dans laquelle l'attachement agit comme modérateur. Certains faits montrent que la qualité du caregiving influence le développement des systèmes neurologiques de régulation du stress. Des études chez le rat ont d'ailleurs démontré l'importance de la qualité des soins maternels en début de vie sur la régulation du stress. En plus de diminuer la réactivité au stress à long-terme, les rats qui bénéficiaient davantage de soins maternels à la naissance se voyaient répéter ces mêmes comportements parentaux envers leur propre progéniture.
Une autre problématique est le rôle des facteurs génétiques innés dans la mise en place de l'attachement. Par exemple un des allèles du gène DRD2 impliqué dans la formation des récepteurs à la dopamine a été relié aux attachements anxieux, tandis qu'un gène des récepteurs 5-HT2A à la sérotonine serait lié aux attachements évitants. Cela suggère que l'influence des soins maternels sur la sécurité de l'attachement n'est pas identique chez tous les enfants.

## Application pratique
En tant que théorie du champ de la psychologie du développement, la théorie de l'attachement présente des implications et des applications pratiques dans les domaines de la politique sociale, de la politique sanitaire, de la protection de l'enfance et de la santé mentale, ainsi que l'éducation publique, le management et la gestion de ressources humaines.

### Politiques de protection de l'enfance
Les politiques sociales orientées vers la protection de l'enfance furent le fil conducteur dans le développement de la théorie de l'attachement par Bowlby, mais toute la difficulté réside dans l'application de ses concepts aux pratiques sociales et politiques. Ceci vient du fait que la théorie met l'accent sur l'importance de la continuité et de l'attention dans les relations de caregiving plutôt qu'une approche comportementale de la stimulation ou du renforcement des comportements infantiles. En 2008, Charles H. Zeanah (en) et ses collègues notèrent que « favoriser les relations précoces enfant-parent est un but de plus en plus essentiel des praticiens de la santé mentale, des intervenants des services sociaux et des décideurs politiques… La théorie de l'attachement et les recherches associées ont généré des résultats importants concernant le développement de la petite enfance et stimulé la création de programmes de soutien aux relations précoces parents-enfants ».
Historiquement, la théorie de l'attachement eut un impact significatif sur les pratiques d'hospitalisation ou d'institutionnalisation des enfants, et pour ceux pris en charge dans des crèches de mauvaise qualité. La question de savoir si des soins non maternels, particulièrement en structure collective, ont des effets délétères sur le développement social. Il ressort clairement des études menées qu'une prise en charge de mauvaise qualité comporte des risques, mais qu'une prise en charge de bonne qualité, individualisée malgré le contexte de groupe, n'est pas nocive, bien qu'elle soit difficile à mettre en place.
La théorie de l'attachement a eu des implications au niveau des familles d'accueil, de l'autorité parentale, et des adoptions. Dans le passé, particulièrement en Europe et en Amérique du Nord, le cadre théorique principal était la psychanalyse. La théorie de l'attachement a apporté son point de vue en insistant sur la qualité et la continuité des relations avec le caregiver plutôt que sur le bien-être matériel ou la préséance automatique d'une des parties, telle que la mère biologique. Néanmoins, les discussions tendent à se concentrer sur le fait de savoir si les enfants sont « attachés » ou « liés » aux adultes en conflit, plutôt que sur la qualité de l'attachement. Rutter a noté qu'au Royaume-Uni, depuis 1980, les family courts ont considérablement progressé dans la reconnaissance des difficultés des relations d'attachement. Les enfants ont tendance à établir des relations sécurisantes avec leurs deux parents, et souvent avec les grands-parents ou avec d'autres proches. Les décisions de justice doivent en tenir compte, ainsi que de l'impact des belles-familles. La théorie de l'attachement a tenu un rôle crucial dans la mise en valeur des relations sociales en matière de dynamique plutôt que dans des rapports figés.
La théorie de l'attachement peut aussi éclairer les décisions prises par les travailleurs sociaux et les tribunaux au sujet de l'adoption ou des autres types de placement. Prendre en compte les besoins d'attachement de l'enfant peut aider à déterminer le niveau de risque des différentes options de placement.

### Pratique clinique envers les enfants
Bien que la théorie de l'attachement soit devenu une théorie scientifique majeure de la psychologie du développement, avec l'un des programmes de recherche le plus large et le plus approfondi de la psychologie moderne, elle a été jusqu'à une époque récente moins utilisée en pratique clinique que des théories disposant d'une base empirique plus ténue.

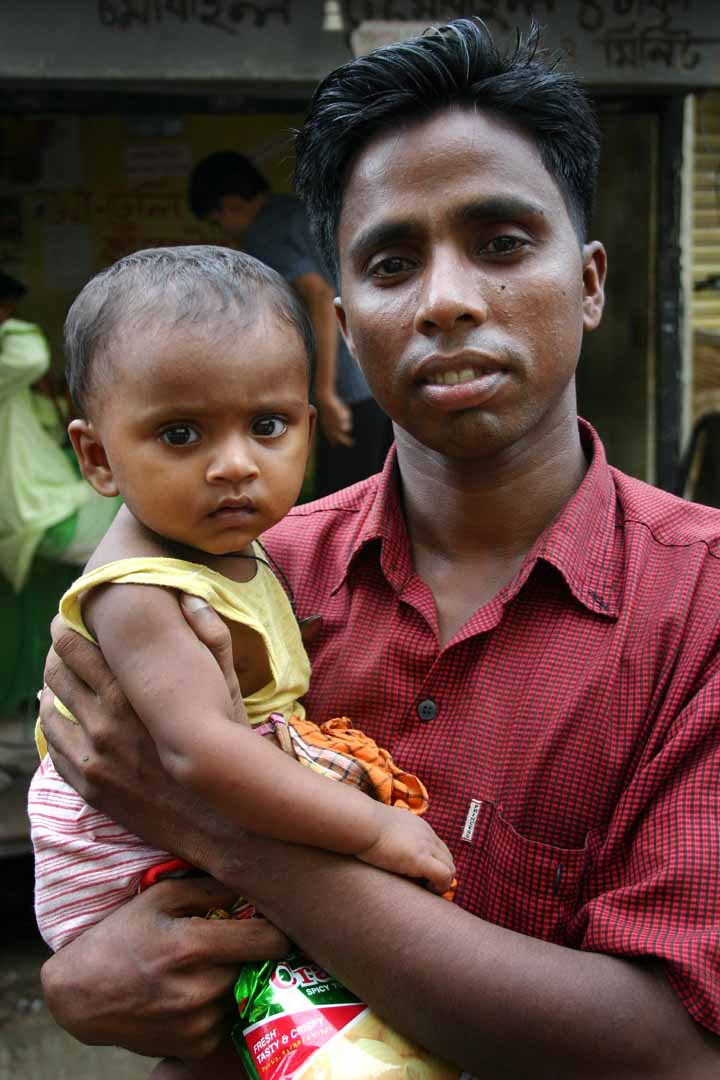
Au cours des premiers mois de la vie les bébés dirigeront les comportements d'attachement envers toute personne de leur entourage. La méfiance envers les étrangers se développe avec l'âge.

#### Prévention et traitement
En 1988, Bowlby publia une série de conférences qui présentaient de quelle façon la théorie de l'attachement pourrait être employée pour la compréhension et le traitement des enfants et des familles dysfonctionnelles. Les leviers qu'il proposait pour induire un changement positif étaient les modèles internes opérants des parents, les comportements parentaux, et les relations entre les parents et l'intervenant thérapeute. Les recherches ultérieures ont conduit à un certain nombre de traitements individuels et de programmes de prévention et d'intervention, de la thérapie individuelle jusqu'au programme de santé publique en passant par les interventions auprès des parents adoptifs. Pour les jeunes et très jeunes enfants, l'objectif est d’accroître la sensibilité et la réactivité des caregivers, et si cela n'est pas possible de soutenir ces derniers par des caregivers alternatifs,. Une évaluation du statut d'attachement ou de la réponse de caregiving de la part du caregiver est systématiquement pratiquée, du fait que l'attachement est un processus impliquant à la fois le comportement d'attachement et la réponse du caregiver. Certains programmes sont ciblés sur les parents adoptifs car les comportements d'attachement des enfants ayant des difficultés d'attachement induisent souvent des réponses inappropriées de la part des caregivers. Les programmes de prévention et d'intervention actuels sont pour la plupart en cours d'évaluation.

#### Trouble de l'attachement et trouble réactionnel de l'attachement
Un schème d'attachement atypique, le trouble réactionnel de l'attachement (en anglais reactive attachment disorder, RAD), constitue un diagnostic psychiatrique (CIM-10 F94.1/2 et DSM-IV-TR 313.89). La caractéristique essentielle du trouble réactionnel de l'attachement sont des relations de parenté fortement perturbées et s'exprimant de façon inappropriée dans la plupart des contextes, à partir de l'âge de cinq ans, associé à des soins manifestement pathologiques. Il en existe deux sous-types, l'un reflétant un schème d'attachement désinhibé, l'autre un schème inhibé. Le RAD ne regroupe pas des styles d'attachement insécures, quand bien même ils peuvent être problématiques ; il dénote plutôt une absence de comportements d'attachement approprié à l'âge de l'individu qui peut mener à un trouble clinique. Bien que la notion de « trouble réactionnel de l'attachement » soit de nos jours galvaudée, le « vrai » RAD est considéré comme rare.
Trouble de l'attachement est une expression ambiguë, qui peut se référer soit au trouble réactionnel de l'attachement, soit aux plus problématiques styles d'attachement insécures (bien qu'aucun d'entre eux ne constitue un trouble clinique).

### Pratique clinique envers les adultes et les familles
Du fait que la théorie de l'attachement propose un point de vue large et approfondi sur le fonctionnement humain, elle peut enrichir la compréhension qu'a un thérapeute de ses patients et des relations thérapeutiques, bien plus que d'édicter un type particulier de thérapie. Certaines formes de thérapies d'inspiration analytique en direction des adultes incorporent également les notions de la théorie de l'attachement, telles que les schèmes,. Certaines interventions psychothérapeutiques d'orientation systémiques ont aussi été développées, entre autres par John Byng-Hall qui succéda à John Bowlby à la Tavistock Clinic.
De même, la thérapie des schémas de Jeffrey Young, utilise la théorie de l'attachement de manière centrale, combinée aux théories de l'apprentissage et plus globalement des thérapies cognitivo-comportementales, ainsi que certaines techniques issues de la Gestalt-thérapie (jeu des chaises, re-parentage). Développée plus récemment, l'intégration du cycle de la vie cible particulièrement les difficultés pouvant prendre en partie leur origine dans l'attachement ou dans les traumas pré-verbaux, c'est-à-dire ceux pour lesquels nous n'avons aucun souvenir conscient et ayant eu lieu avant l'apparition du langage.
Les recherches autour de la théorie de l'attachement ont jeté les bases de la compréhension de la notion de mentalisation, et sa présence, son absence ou sa perturbation dans la psychopathologie. La dynamique de l'organisation d'attachement d'un individu et sa capacité à la mentalisation peuvent jouer un rôle crucial dans sa capacité à être aidé par la thérapie,.

### Pratique clinique envers la périnatalité
En France, l'Institut de la parentalité, s'appuyant sur la théorie de l'attachement, développe ses missions autour de l'information des parents et la formation des professionnels de la périnatalité et de l'enfance. C'est un lieu pour l'instant unique en France, implanté à Floirac (près de Bordeaux) et à Sénart - Lieusaint (près de Paris).